# 100° Below Zero – Kalt wie die Hölle
100° Below Zero – Kalt wie die Hölle (Originaltitel 100 Degrees Below Zero) ist ein US-amerikanischer Katastrophenfilm aus dem Jahr 2013 von R.D. Braunstein.

## Handlung
Europa wird von mehreren Erdbeben heimgesucht, die überall auf dem Kontinent Vulkanausbrüche provozieren. Der Wissenschaftler Dr. Goldstein geht mit seiner Assistentin Lacey in Köln diesen ungewöhnlichen seismographischen Spuren nach. Er informiert Colonel Ralph Dillard, Einsatzleiter des NATO-Flugplatzes Geilenkirchen, über seine Forschungen über Erdbeben und deren Folgen in Europa. Er prophezeit ihm, dass Aschewolken sich über ganz Europa hängen werden, was dazu führt, dass die Temperatur überall auf dem Kontinent rapide abnimmt.
Währenddessen besucht die frisch von der Schule geschmissene US-Amerikanerin Taryn Foster ihren Bruder Ryan, der in Paris studiert. Schnell stellt sich in ihrem Gespräch heraus, dass er nur wenig Französisch gelernt und nicht einmal den Eiffelturm besucht hat. Seine Schwester unterstellt ihn, dass er nur Augen für die Frauen in der Stadt hätte – dies bestätigt sich, als er kurz darauf beginnt, mit einer jungen Französin zu flirten. Derweil macht sich der gemeinsame Vater der beiden Geschwister, der ehemalige Pilot Steve Foster, mit seiner deutlich jüngeren frisch angetrauten Frau Jana über England ebenfalls auf den Weg nach Paris, um sich anschließend nach Australien in die Flitterwochen zu begeben. Aufgrund der Aschewolke müssen sie ihren Flug mit einem kleinen Privatflugzeug abbrechen und die Reise mit dem Auto fortsetzen.
Die Kältewelle erreicht nun Paris und die französische Hauptstadt wird von Eishagel heimgesucht. Die beiden Geschwister suchen Unterschlupf und Hilfe in der US-Botschaft in Paris, doch diese ist bis auf einen Mitarbeiter, der den beiden nicht wirklich weiterhelfen kann, verlassen. Daher verlassen sie das kurz vor der Zerstörung befindliche Gebäude wieder. Steve kontaktiert seine Kinder in Paris und vereinbart, dass man sich am Eiffelturm treffen wolle. Außerdem ruft er seinen ehemaligen Freund Dillard an, damit er ihn in einer Sonderfahrt in einem Zug durch den Eurotunnel befördert. Aufgrund des Notstandes kommt es zu Verspätungen im Bahnverkehr und Aufständen, sodass Steve beschließt, mit dem Auto durch den Servicetunnel zu fahren. Kurz nachdem sie den Tunnel in Frankreich verlassen haben, wird dieser überflutet. Der Zug, in dem Steve und Jana eigentlich hätten sitzen müssen, war zu dieser Zeit im Tunnel.
Leutnant  Perkins überbringt seinem Vorgesetzten die Meldung über die Ereignisse im Eurotunnel. Der cholerische Colonel Ralph Dillard beschließt daraufhin, die Kinder von Steve in Paris suchen zu lassen, da er Steve einen Gefallen schuldet, da dieser sein Leben einst im Einsatz rettete. Um der Kälte Herr zu werden, organisieren Taryn und Ryan in einem geplünderten Kleidungsgeschäft Pelzmäntel, werden vom Inhaber allerdings mit einer Pistole bedroht, der den absurden Preis von € 20.000 pro Mantel fordert. Nachdem es zur Auseinandersetzung der beiden Männer kommt, beendet ein Beben den Kampf, indem der bewaffnete Händler von der einstürzenden Decke begraben wird. Taryn wird dabei in einem Regal eingeklemmt, dass für Ryan zu schwer ist, um es zu bewegen. Er eilt auf die Straße und erbittet Hilfe, erhält diese – auch von der jungen Frau, mit der er am Anfang des Films flirtete – nicht. Er findet ein Stahlrohr, mit dem er seine Schwester befreien kann.
Nachdem Steve und Jana ihr Auto während ihrer Fahrt verloren haben, erreichen sie telefonisch Dillard, der ihnen einen Helikopter spendiert. In Paris werden Taryn und Ryan von der französischen Armee unter Einsatz von Schusswaffen eingesammelt um sie in ein Notfalllager zu bringen. Zur Fahndung hatte Dillard sie nach dem vermeintlichen Tod Steves ausschreiben lassen. Im Auto treffen sie die junge Französin wieder, die sich als Angelique vorstellt. Als das Militärfahrzeug verunfallt, setzen sie ihren Weg zu dritt Richtung Eiffelturm fort. Die ortskundige Angelique führt sie zu einem Tunnel, den sie mit gestohlenen Fahrrädern durchqueren. Im Tunnel werden sie allerdings von zwei Verbrechern überfallen, die ihnen die Mäntel und Räder abnehmen. So müssen sie ihre Reise zu Fuß fortsetzen.
Auf der Spitze des Eiffelturms angekommen, nehmen sie in der Stadt einen Wirbelsturm wahr, der durch die Stadt Jagd. Im letzten Moment können die drei jungen Menschen von Steve und Jana im Helikopter gerettet werden. Die vom Sturm verursachten Trümmer des Eiffelturms treffen den Helikopter empfindlich und dieser stürzt wenig später ab. Mit Freiwilligen und mit Schneeschiebern bewaffnet eilt Dillard den Verunfallten zur Hilfe. Steve, seine Kinder, Jana und Angelique können lebend geborgen werden und verlassen Frankreich mit Dillard in einem Flugzeug.

## Hintergrund
Der Großteil der Aufnahmen entstanden in und um Budapest, Ungarn. Die Militärszenen wurden teilweise in einem echten Militärstützpunkt und Flughafen in Szolnok, Ungarn gedreht. Die Aufnahmen am Eiffelturm entstanden in Paris. Bei den meisten Statisten im Hintergrund handelt es sich um ungarische Studenten. Jane Doole verkörperte neben ihrer Rolle der Jana Foster 2007 in Smuggler's Ransom die Rolle der Bethany Gonsalo.
Obwohl Teile der Geschichte im Vereinigten Königreich spielen, sind die dortigen Soldaten wie die Streitkräfte der Vereinigten Staaten gekleidet. In einer Szene wird ein Helikopter eingesetzt, der den roten Stern der Sowjetunion trägt. Außerdem wird im Film auf den Linksverkehr verzichtet. In dem Film verbergen sich einige Filmfehler: so wurde von der einen Szene zur anderen das Wetter geändert oder Einschläge von riesigen Hagelkörnern sind in der nächsten Aufnahme nicht mehr zu sehen.

## Rezeption
„Ausgesprochen magerer Katastrophenfilm von Fließbandproduzent Asylum, hergestellt mit wenig Geld und noch weniger originellen Ideen.“

„100° unter Niveau – die Hölle lässt uns kalt.“

Cinema urteilt, dass wenn sich nicht gerade eine Katastrophe ereignet „geht’s um die öden Erlebnisse der Teeniekids“.
Auf Rotten Tomatoes hat der Film beim Publikum eine katastrophale Wertung von 7 %. In der Internet Movie Database hat der Film bei über 2.100 Stimmenabgaben eine Wertung von 2,4 von 10,0 möglichen Sternen.